# Manonviller
Manonviller – miejscowość i gmina we Francji, w regionie Grand Est, w departamencie Meurthe i Mozela.
Według danych na rok 1990 gminę zamieszkiwały 164 osoby, a gęstość zaludnienia wynosiła 23 osób/km² (wśród 2335 gmin Lotaryngii Manonviller plasuje się na 881. miejscu pod względem liczby ludności, natomiast pod względem powierzchni na miejscu 822.).

## Populacja

Populacja Manonviller w latach 1962–2008